# Chris Cline
Christopher Cline (* 5. Juli 1958 in Beckley, West Virginia; † 4. Juli 2019 auf den Abaco-Inseln, Bahamas) war ein US-amerikanischer Milliardär, Unternehmer und Philanthrop. Er war Mehrheitsaktionär von Foresight Reserves LP mit Sitz in St. Louis, Missouri. Von Bloomberg wurde er als „der neue König der Kohle“ bezeichnet. Cline wurde als verantwortlich für die Wiederbelebung der Kohleindustrie in Illinois angesehen. Sein Unternehmen verfügt über mehr als drei Milliarden Tonnen Kohlereserven in Illinois und den nördlichen Appalachen.

## Leben
Cline wurde 1980 mit 22 Jahren Bergmann und gründete 1990 sein eigenes Energieentwicklungsunternehmen, die Cline Group. 2006 gründete er „Foresight Energy“, um seine Kohlerechte im Illinois-Becken zu verwalten. Foresight Energy ging 2014 an die New Yorker Börse. Cline verkaufte 2015 den größten Teil seines Anteils für 1,4 Milliarden US-Dollar. Kohle aus Illinois hat einen sehr hohen Schwefelgehalt. Cline erwarb in den 1990er Jahren für 300 Millionen US-Dollar Bergbaurechte und Ausrüstung in Illinois, mit der Einschätzung, dass die US-Umweltschutzbehörde Kraftwerke verpflichten würde, Waschanlagen zur Entfernung von Schadstoffen zu verwenden. Dies machte die Kohle wieder für die Stromerzeugung nutzbar.
2005 baute die Cline Group ihren Williamson Strebbau Betrieb südlich von West Frankfort, Franklin County, Illinois.
Das Unternehmen SNL Financial berichtete 2008, dass das Deer Run Kohlebergwerk in Montgomery County, Illinois, ein Projekt von Clines Hillsboro Energy LLC, bis 2016 jährlich bis zu acht Millionen Tonnen produzieren würde. Im selben Bericht erklärten Vertreter von Cline, eine jährliche Kohleproduktion von 60 Millionen Tonnen aus dem Betrieb in Illinois anzustreben.
Umweltverbände und Landbesitzer aus Illinois versuchten Clines Kohleminenbetrieb zu blockieren und machten auf seine lokalen politischen Spenden aufmerksam.
Nach dem Verkauf von Foresight-Aktien erwarb Cline eine metallurgische Kohlemine in Nova Scotia sowie Rechte an Kohlereserven in Westkanada.
Cline verteidigte Kohle als Quelle kostengünstiger Energie und sagte in einem Interview von 2010: „Was die soziale Akzeptanz von Kohle angeht, denke ich gerne, dass ich Teil der Lieferung der billigsten Energie in Amerika bin.“
Im Juli 2011 erhielt die Marshall University von der Cline Family Foundation eine Spende in Höhe von 5 Millionen US-Dollar für sportmedizinische Forschung.
Am 4. Juli 2019, einen Tag vor seinem 61. Geburtstag, starb Cline bei einem Hubschrauberabsturz auf den Abaco-Inseln der Bahamas.